# إدارة سلسلة الإمداد

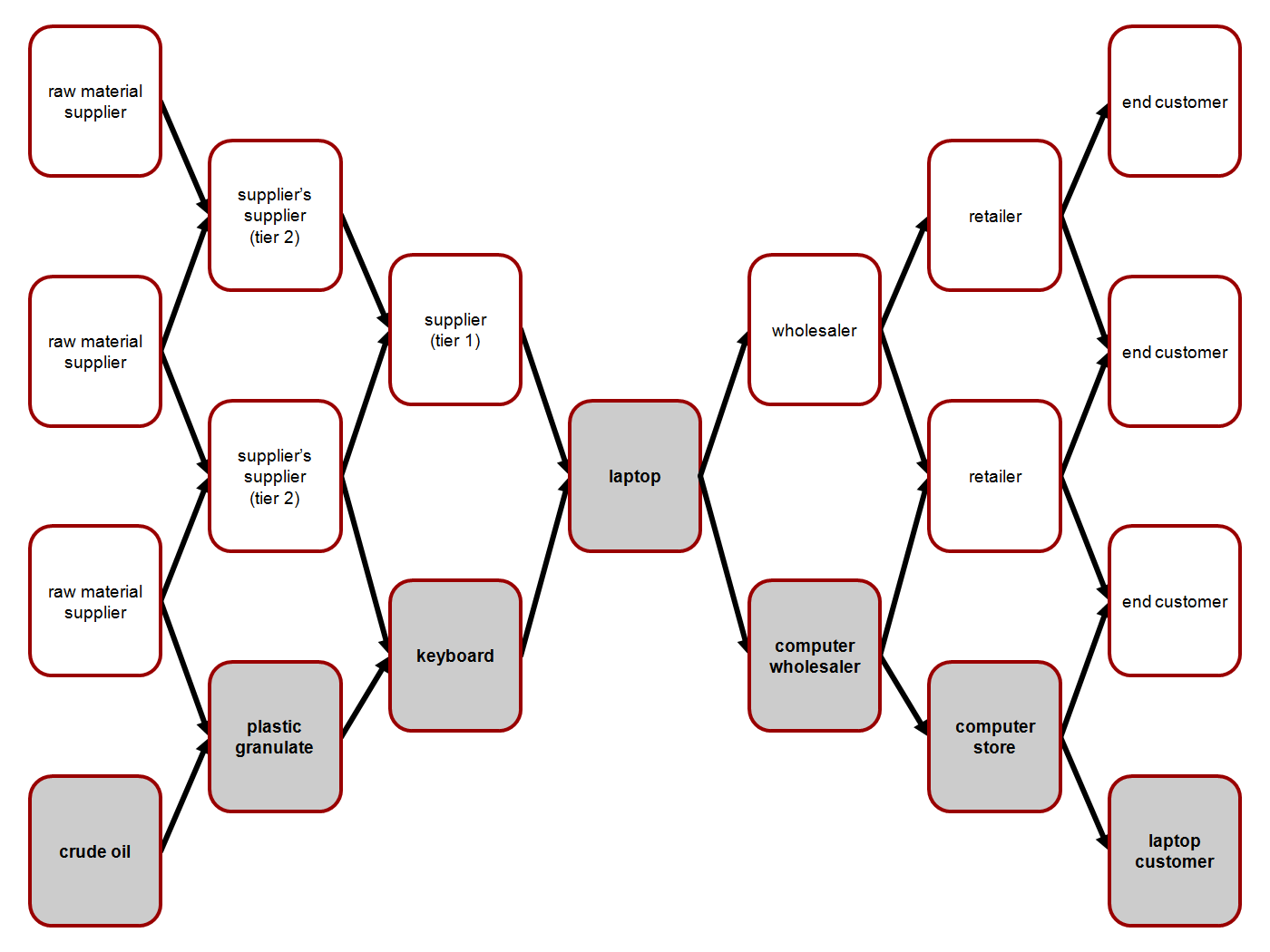
نموذج عن إدارة سلسلة الإمداد

إدارة سلسلة الإمداد (بالإنجليزية: Supply Chain Management)‏ (أو إدارة سلسة التجهيز) عمليات التنسيق التنظيمي والاستراتيجي لوظائف الأعمال المعتادة وتخطيط هذه الوظائف داخل الشركة ومن خلال مجموعة أعمال داخل سلسلة الإمداد من أجل تحسين الأداء طويل المدى للشركات بشكل منفرد ولسلسلة التزويد ككل.
وإدارة سلسلة الإمداد أيضًا هي فن وعلم إدارة تدفق البضائع والخدمات، حيث تشمل إدارة حركة (نقل) وتخزين المواد الخام والسلع نصف المصنعة والسلع التامة الصنع (المنتجات النهائية) والمخزون من نقطة البداية (نقطة المنشأ) إلى نقطة الإستهلاك (أي وصول المنتج أو الخدمة إلى المستهلك النهائي).
وإدارة سلسلة الإمداد أيضًا هي إدارة العلاقة بين المورد والعميل وما بينهما من مشاركين في تلك السلسلة (مثل: الموزع/تاجر الجملة، وتاجر التجزئة).

## أهداف إدارة سلسلة الإمداد
1. زيادة كمية المعلومات وفي الوقت نفسه تقليل نفقات المخزون وتشغيل العمليات.
2. إيجاد شفافية في المعلومات وتقليل العقبات التي يمكن أن توجد.
3. إيجاد مفهوم شامل لعمليات الإمداد
4. تحسين استمرارية إدارة المواد والمعلومات والتدفق النقدي.
5. تقليل تعقيد الأعمال إلى أبعد قدر ممكن.
6. تحقيق فوائد من جهة التكلفة والوقت والجودة.

وتقوم إدارة سلسلة التزويد بالاتصال المنتظم والتفاعلي مع الإدارات التالية:
1. التخطيط والمتابعة.
2. المبيعات.
3. المشتريات.
4. الانشطة اللوجستية
5. الإنتاج.

## مفهوم سلسلة التوريد وإدارة سلسلة التوريد
- يعرف سلسلة التوريد بأنها "شبكة من كيانات الأعمال المستقلة أو شبه المستقلة، مسؤولة بشكل جماعي عن أنشطة تأمين الاحتياجات، والتصنيع، والتوزيع، المتعلقة بعائلة أو أكثر من المنتجات المترابطة".
- ويعرفها Stevenson «بأنها تسلسل من المنظمات (تسهيلاتها، ووظائفها، وأنشطتها) المشتركة بإنتاج وتسليم سلعة أو خدمة، وتبدأ بموردين رئيسيين للمواد الأولية وتنتهي بالعميل النهائي».
- ويمكن تعريف إدارة سلسلة التوريد (SCM) بأنها: هي مجموعة المنهجيات المستخدمة لمكاملة الموردين، المصنعين، المخازن، والمتاجر، بفعالية، بحيث يجري إنتاج وتوزيع البضائع بالكميات الصحيحة، إلى المواقع الصحيحة، وفي الوقت الصحيح، بحيث تكون كلفة النظام الكلية اخفض ما يمكن مع المحافظة على تحقيق متطلبات مستوى الخدمة.[2]

## المصطلحات ذات الصلة بسلسلة التوريد والمصطلحات المنافسة لسلسلة التوريد
تشمل أهم المصطلحات المرتبطة بسلسلة التوريد:
إدارة المواد materials management أو الإمدادات الداخلة (Inbound Logistics (IL)، والتوزيع المادي Physical Distribution، أو الإمدادات الخارجة (Outbound Logistics (OL)، وإمدادات الأعمال Business Logistics (BL).
وتعد إدارة المواد «مسؤولة عن تدفق وانسياب المواد داخل الشركة (وهي عبارة عن مواد خام)، وخلال مراحل تصنيعها، وحتى تصبح منتجات تامة الصنع» درويش وآخرون، 2005أ، ص13). ويشير التوزيع المادي «إلى حركة المنتجات النهائية، وذلك من خطوط الإنتاج إلى موقع المستهلكين أو الوسطاء» (ماضي، والسيد، 2000، ص4). وخلال السبعينات والثمانينات، أدركت الشركات فرص التوفير من دمج الإمدادات الداخلة (IL) (إدارة المواد) والإمدادات الخارجة (OL) (التوزيع المادي) مع بعض تحت مسمى إمدادات الأعمال (BL) (Coyle et al., 1996, p. 6)، ليتحقق بذلك التكامل الداخلي لتدفق المواد والمنتجات.

## أهداف إدارة سلسلة التوريد
1. الحصول على المنتج الجيد في المكان المناسب وفي الوقت المناسب وبأقل التكاليف.
2. جعل المخزون أقل ما يمكن كلما أمكن وتقديم أفضل خدمة للعميل.
3. تخفيض وقت دورة الإنتاج.
4. تخفيض عدم التأكد والمخاطر في سلسلة التوريد، لذلك يكون هناك شعورٌ إيجابيٌ حول مستويات المخزون، العمليات، ومستويات خدمة العميل النهائي.
5. التركيز في إدارة سلسلة التوريد يكون على أمثلية النظام.[3]

## عناصر إدارة سلسلة التوريد
1. الخطــة (العميل): تعتبر الخطة هي الجزء الاستراتيجي في إدارة سلسلة التوريد لأن الهدف الأساسي هو تحقيق طلب العميل من المنتج والخدمة. والنصيب الأكبر من التخطيط يكون منصبا على تطوير المصفوفة الموضوعة لرقابة وتوجيه سلسلة التوريد حتى توصف بالكفاءة، وتحقيق أقل تكلفة وأعلى جودة وأعلى قيمة للعملاء. وهناك بعض العناصر التفصيلية هي:
  1. العملاء: أي تحديد ما هي المنتجات والخدمات التي يطلبها العملاء.
  2. التنبؤ: أي التنبؤ بكمية ووقت طلب العميل.
2. المصدر (المورد): هو عملية اختيار الموردين اللازمين لشحن أو لتوصيل المنتجات والخدمات اللازمة لخلق المنتج وتقديم الخدمة، بالإضافة إلى تحديد السعر المناسب وعمليات الشحن والمدفوعات للموردين وخلق المصفوفات اللازمة للرقابة وتحسين العلاقات مع هؤلاء الموردين، وكذلك وضع العمليات المجمعة لإدارة المخزون من المنتجات والخدمات التي سيتم تلقيها من الموردين بما تشمله من استلام الشحنات والتأكد منها ونقلها إلى تسهيلات الإنتاج. وتشمل بعض العناصر الفرعية مثل:
  1. المخزون: أي مقابلة احتياجات الطلب مع الإدارة الفعالة لتكاليف الاحتفاظ بالمخزون.
  2. التقييم: أي تقييم الموردين المحتملين ومن ثم تحقيق رقابة الجودة لديهم ومراعاة التسليم في الميعاد، والمرونة، بالإضافة إلى المحافظة على العلاقات مع الموردين.
  3. الصنــع: ويتعلق هذا المكون بخطوة التصنيع، حيث يتم جدولة الأنشطة الضرورية للإنتاج والاختبار والتعبئة والإعداد للتسليم. وتعتبر هذه الخطوة أكثر الأجزاء كثافة وثقل في سلسلة التوريد حيث يتم قياس مستويات جودة المخرجات وقياس إنتاجية الموارد البشرية. وتضم ثلاثة عناصر فرعية:
    1. التصميم: ويعنى ذلك دمج العملاء واحتياجاتهم، مع القدرة التصنيعية والوقت اللازم للوصول إلى السوق.
    2. التشغيل: وفيه يتم التركيز على مراقبة الجودة وجدولة العمل.
    3. الموقع: أي تحديد مواقع التسهيلات.
3. التسليم: ويطلق على هذا المكون مصطلح اللوجيستيك أي نظم الإمداد ويقصد به أفضل تحرك وتخزين للمواد من خلال إدارة العمليات المتعلقة بتنسيق استلام الطلبات من العملاء وتطوير شبكة أعمال المخازن، وترتيب أسطول نقل وذلك لتوصيل المنتجات النهائية إلى العملاء، ووضع نظام فعال لإعداد الفواتير واستلام المقبوضات من العملاء. بالإضافة إلى ما سبق هناك خمس قضايا أساسية لفعالية نظم الإمداد وهي تحرك المنتج تحرك المعلومات، الوقت والخدمة، التكلفة، التكامل داخليا بين النظم المختلفة وخارجيا بين المنظمات المختلفة والمشتركة في سلسلة التوريد.

كما أن نظم الإمداد تتطلب عدة عناصر حتى تكون فعالة وهي:
1. الاستجابة السريعة للأوامر من وقت تلقى الأمر وخلال الشحن وحتى تسليم الفاتورة والحصول على المستحقات المالية.
2. تجهيز الدفعة من حيث التغليف والعلامة التجارية والطبع على الأغلفة ووضعها في بالات.
3. التكويــد.
4. اكتمال ودقة الأوامر – أي عدم وجود أوامر مرتجعة.
5. المردودات: ويتعلق ذلك باستلام المردودات من المنتجات المعيبة أو الزائدة عن حاجة العملاء، وتلقى الشكاوى من العملاء فيما يتعلق بالمنتجات المسلمة إليهم والعمل على حلها.[4]

## أنواع العلاقات في سلسلة التوريد
يمكن أنْ تنشأ ثلاثة أنواع رئيسية من العلاقات بين عضوين أو أكثر من أعضاء سلسلة التوريد، وهي: العلاقات المرتبطة بالصفقات Transactional، والعلاقات التعاونية Collaborative أو علاقات المشاركة Partnership، وعلاقات التحالف الاستراتيجي Strategic Alliance (SA). وتعتمد فكرة سلسلة التوريد أساساً على تعزيز العلاقات التعاونية، وإقامة التحالفات، ليس فقط بين الموردين والعملاء المباشرين، بل وبين جميع أو معظم أعضاء السلسلة، وفيما يلي شرح موجز للأنواع الثلاثة من العلاقات آنفة الذكر.

### العلاقة التقليدية أو المرتبطة بالصفقات
في ظل العلاقة المرتبطة بالصفقات، لا يثق ولا يهتم أحد الأطراف (المشتري أو البائع) بالطرف الآخر، ويكون تركيز كل منهما في الحصول على أفضل سعر بالنسبة له، بغض النظر عن تكلفة المنتج، وعادة ما تظهر في ظل هذه العلاقة مشاكل في جودة المنتج، والتسليم، وخدمة ما بعد البيع، وهذا الشكل من العلاقات غير وارد بين أعضاء سلسلة التوريد الواحدة، وإن كان بعض الأعضاء يمارسونه مع بعض الموردين أو العملاء الثانويين.

### العلاقات التعاونية
تمتد جسور التعاون والتنسيق في هذا النوع من العلاقات بين الموردين والمشتريين بل وبين جميع أعضاء سلسلة التوريد، على أرضية راسخة من الثقة المتبادلة وإدراك منافع التعاون، ومن تلك المنافع: تخفيض عدم التأكد والمخاطرة، وتحسين جودة المنتج، وتخفيض التكاليف الكلية، وزيادة ربحية جميع الأعضاء، وسرعة الاستجابة لطلبات العميل النهائي، ويتم استخدام تكنولوجيا المعلومات والاتصالات بين المنظمات لتحقيق ذلك التعاون والتنسيق، الذي يتطلب تبادل وتشارك المعلومات (وبشكل خاص بيانات نقاط بيع التجزئة، التي تستخدم في إعداد التنبؤ التعاوني). وتوجد في معظم دول العالم هيئات (غير هادفة للربح) للاستجابة الكفؤة للمستهلك Efficient Consumer Response (ECR)، تعمل على زيادة مساحة التعاون وتقليل العوائق بين أعضاء سلسلة التوريد، من خلال وضع معايير أو أدلة إرشادية غير ملزمة لأداء العمليات بين أعضاء سلسلة التوريد، وتسمى تلك الهيئات في الدول الأوربية، بهيئة الاستجابة الكفؤة للمستهلك (ECR)، وفي الولايات المتحدة الأمريكية بهيئة المعايير غير الملزمة للتجارة بين الصناعات The Voluntary Interindustry Commerce Standards (VICS) Association. وتعرف هيئة VICS الاستجابة الكفؤة للمستهلك (ECR) بأنها مبادرة يقوم بها كل من تجار التجزئة ومورديهم لتقليل العوائق الموجودة بينهم، وذلك بالتركيز على العمليات والأساليب والتقنيات، لتعظيم أداء سلسلة التوريد.

### علاقات التحالف الاستراتيجي
يمكن تعريف التحالف الاستراتيجي (SA) في مجال الأعمال بأنه «سعي شركتين أو أكثر نحو تكوين علاقات تكاملية تبادلية، بهدف تعظيم الإفادة من موارد مشتركة في بيئة ديناميكية تنافسية لاستيعاب متغيرات بيئية تتمثل في فرص أو تحديات.» (مصطفى، 2002، ص241). وهو اتفاق رسمي يخص توريد مُنتج محدد أو تقديم خدمة معينة، كما هو الحال في الاشتراك في توسيع معارف وتطوير تطبيقات، ومنتجات تجارية جديدة، وذلك من خلال الاشتراك في حقوق الملكية، بهدف تحقيق ميزة تنافسية لكل شريك، من خلال زيادة الإنتاجية وتحسين الجودة والابتكار (Cante et al., 2004). وعادة ما تتحالف شركة معينة مع شركة أخرى لاكتساب نقاط قوة جديدة، و/أو لمواجهة خطر شركة منافسة أكبر منهما، و/أو لابتكار منتج جديد يتطلب معارف الشركتين أو يتطلب تكاليف بحوث وتطوير باهظة، الخ.
ومن أمثلة تلك التحالفات في صناعة الأغذية التحالف الاستراتيجي (SA) الذي أقيم بين شركة Corn Products International، وشركة GTC Nutrition الأمريكيتين، وذلك بهدف التركيز على المكونات المتميزة لصناعات الأغذية، والأغذية الطبية، والعلف الحيواني، حيث ستنال الشركة الأولى ملكية الحصة الكبرى في الشركة الثانية، وستقيم مصنعاً لإنتاج منتجات الشركة الثانية في أونتاريو بكندا، بينما تستمر الشركة الثانية في تسويق منتجات خطها الحالي لعملائها في أمريكا الشمالية والجنوبية ونيوزيلندا. ويجمع هذا التحالف بين نقاط قوة الشركة الثانية (GTC) في تسويق مكونات الأغذية الطبية، مع خبرة الإنتاج والموارد العالمية للشركة الأولى (Business News, 2004, June).

## مراحل اختيار المورد المناسب
1. المسح العام: أي البحث عن مصادر التوريد المختلفة حيث يتم إعداد قائمة بأسماء الموردين الحاليين والمحتملين الذين تتوفر ليدهم احتياجات المنشأة ونحاول أن نحصل على أكبر عدد ممكن منهم وخاصة الموردين المعروفين لدى المنشاة (خاصة في مجال المناقصة العامة التي يمكن من خلالها التعرف على أعداد كبيرة من الموردين).
2. جمع المعلومات والبيانات: فالغرض من البحث عن مصادر التوريد هو لجمع المعلومات والبيانات عنهم وتصنيفهم، بحيث يتم تخفيض عدد الموردين الذين تم إعداد قائمة بأسمائهم في المرحلة السابقة إلى أعداد أقل من العدد الذي تم الحصول عليه ع طريق المسح العام.

وهذه المعلومات نحصل عليها من عدة مصادر منا المصادر الداخلية والسجلات في المنشأة من الكتالوجات ونشرات الموردين ومن الدليل التجاري والصناعي ومن الملحقين التجاريين.
1. التفاوض: ويعتبر من المراحل المهمة التي يتم فيها الاتصال المباشر مع الموردين الذين تتوفر لديهم احتياجات المنشأة لتقييمهم أو المفاضلة بينهم لاختيار أفضلهم من حيث الحصول على أفضل الأسعار وأفضل المواصفات التي تريدها المنشأة ويستطيع هؤلاء الموردين تقديمها.
2. التجربة: حيث لا يتم التعاقد مع المورد في البداية على كميات كبيرة وإنما يعطى المورد فرصة لتوريد كمية محدودة لترى المنشأة مدى صدقه ووفائه وقدراته في تلبية احتياجاتنا من المواد بنفس الشروط المتفق عليها.
3. التعاقد: ويتم الاتفاق بين المورد والمنشأة المشترية على توقيع عقد الشراء لكميات كبيرة أو كميات متفق عليها، وتوضع شروط في هذا العقد وعلى الطرفين الالتزام بها.
4. التنفيذ: أي تنفيذ العقد من قبل المورد.[4]

## التدفقات في سلسلة التوريد الداخلية والخارجية
- سلسلة التوريد الداخلية:

تتألف سلسلة التوريد الداخلية لشركة ما من تدفقات المواد، والمعلومات، والأموال بين الشركة وشركائها المباشرين بالعمل.
- سلسلة التوريد الخارجية (الموسعة):

التدفقات تبقى كما هي لكن الفرق هو الحاجة لأخذ موردي الموردين وزبائن الزبائن بعين الاعتبار لان لهم تأثير على أداء سلسلة التوريد الكلية.
كما هو ملاحظ لقد تم تصنيف التدفقات في سلسلة التوريد إلى ثلاثة أنماط:
1. تدفقات المواد: وهي تدفقات تمثل حركة المواد الأولية والخدمات من الموردين باتجاه العملاء مرورا بالمصنعين، وهذا يساهم في تخفيض الزمن اللازم في توفير المواد اللازمة للإنتاج، والذي يلعب دورا مهما في تخفيض مستويات المخزون مما يؤثر ايجابيا في التكاليف بتخفيضها.
2. تدفق معلومات التصميم: وهي تدفق المعلومات باتجاهين من العملاء إلى الموردين وبالعكس من الموردين للعملاء، وذلك من خلال اشتراك كل من الموردين والعملاء في تصميم المنتج ومكوناته، وهذا يساهم في تقييم أداء أعضاء سلسلة التوريد بما يوفره من معلومات عن واجبات كل عضو من أعضاء سلسلة التوريد مما يؤثر ايجابيا في جودة المنتج.
3. تدفق المدفوعات النقدية: وهي تدفقات باتجاه عكسي من العملاء إلى الموردين، تمثل حركة المدفوعات النقدية ثمنا للمواد الأولية.

## المبادئ السبعة لإدارة سلسلة التوريد
```
المبدأ الأول:
 قسم العملاء على أساس الخدمة الخاصة بمجموعات متميزة واستخدم سلسلة التوريد لخدمة هؤلاء العملاء بطريقة مربحة.
```

التقسيم العادل يقسم العملاء حسب الصناعة والمنتج أو القناة التجارية ثم تأخذ اتجاهاً يسمى حجم واحد يناسب الجميع لخدمتهم ويعمل متوسطات للتكاليف والربحية داخل وعبر الأقسام، وتقسيم العملاء حسب احتياجاتهم المطلوبة يدفع الشركة إلى تطوير محفظة من الخدمات مصممة لقطاعات مختلفة، فعمليات المسح والمقابلات الشخصية والبحث الصناعي كانت دائماً الأدوات التقليدية لتحديد المعايير الأساسية للتقسيم، ولكن في الوقت الحالي المنتجون المتطورون يتحولون إلى أساليب تحليلية متقدمة مثل التحليل الجماعي (Cluster Analysis) لقياس مطالب العملاء والتنبؤ بهامش الربحية لكل قسم.
للحصول على توازن مناسب بين الخدمة والربحية والحفاظ عليه فإنّ معظم الشركات ستحتاج إلى عمل أولويات بتنظيم البرامج المعدة لتعظيم القدرات القائمة وتعظيم تأثير العميل.
```
المبدأ الثاني:
 بناء شبكة الإمدادات لمتطلبات الخدمة وربحية قطاعات العملاء.
```

لقد اتخذت الشركات موقفاً واحداً تجاه تصميم شبكة الإمداد في تنظيم مخزونها ومخازنها وأنشطة النقل لمواجهة مستوى واحد، بالنسبة للبعض فإنّ شبكة الإمداد صممت لمواجهة متطلبات الخدمة المتوسطة لكل العملاء، وبالنسبة للآخرين لإشباع أصعب المتطلبات لقطاع واحد من العملاء.
وإنّ الشبكة تتطلب تخطيطاً للإمدادات أكثر قوة عن طريق أدوات دعم القرار التي يمكن أن تقوم بالتوزيع المنساب واتجاهات أكثر حساسية لإدارة النقل.
المبدأ الثالث: استمع إلى إشارات السوق ونسق تخطيط الطلب تبعاً لذلك في سلسلة التوريد مع التأكيد على التنبؤات المتوافقة والتخصيص المثالي للموارد.
الإدارة الجيدة لسلسلة التوريد تنادي بتخطيط أفضل للمبيعات والعمليات التي تتخطى حدود الشركة لتشمل كل حلقة في سلسلة التوريد (من موردي الموردين إلى عملاء العملاء) في تطوير تنبؤات جماعية وبعد ذلك الحفاظ على القدرات المطلوبة على طول كل العمليات.
المبدأ الرابع: نوِّع المنتج الأقرب للعميل وأسرع من التحول في سلسلة التوريد.
يجب أن يتمتع المنتج بمرونة كافية للاستجابة لطلب العميل، حيث ينتج المنتج بطريقة تكون قادرة على تعديل التصميم أو تعديل عمليات التصنيع بما يتناسب مع طلب العميل، ويجب أن تسمح سلسلة التوريد بذلك وتتمتع بالمرونة اللازمة لذلك تحقيقاً لمصلحة جميع عناصر السلسلة.
المبدأ الخامس: قم بإدارة موارد التوريد بصورة إستراتيجية لتقليل تكلفة امتلاك المواد والخدمات.
إنّ المعرفة المبنية على الحقائق هي الأساس الأول لتحديد أحسن طريقة للحصول على أي نوع من المواد والخدمات التي تشتريها الشركة، واضعين موقعهم في السوق وتركيبة الصناعة في عقولهم فإنّ المنتجين يعرفون كيف يتعاملون مع مورديهم عن طريق مناقصات قصيرة تنافسية، أم الدخول في عقود طويلة الأجل وعلاقات إستراتيجية مع الموردين، أم البحث عن مصادر خارجية أم التكامل الرأسي.
إنّ الإدارة الجيدة لسلسلة التوريد تتطلب الابتكارية والمرونة، الابتكارية تعني تخفيض تكاليف النقل بالذهاب إلى السوق، والمفاوضة على رسوم النقل للعميل الكبير. بينما المبادئ السبعة لإدارة سلسلة التوريد يمكن أن تحقق إمكانياتها كاملة فقط إذا استخدمت سوياً فإنّ هذا المبدأ قد يضمن الاهتمام المبكر لأنّ التوفيرات التي يمكن أن يحققها من البداية يمكن أن تمول مبادرات إضافية.
المبدأ السادس: طور إستراتيجية تكنولوجية على طول شبكة التوريد تدعم المستويات المتعددة لاتخاذ القرار وتعطي صورة واضحة لتدفق المنتجات والخدمات والمعلومات.
- المدير بحاجة أن يبني نظام تكنولوجيا معلومات يحدث تكاملاً للقدرات لثلاثة أنواع أساسية:
- على المدى القصير فإنّ النظام يجب أن يكون قادراً على تناول الصفقات اليومية والتجارة الإلكترونية عبر سلسلة التوريد، وهذا يساعد على توافق العرض والطلب باقتسام المعلومات عن الطلبات والجدولة اليومية.
- على المدى المتوسط فإنّ النظام يجب أن يسهل التخطيط واتخاذ القرار ويدعم تخطيط الطلب والشحن وجدولة الإنتاج الرئيسية لتخصيص الموارد بكفاءة.
- لإضافة قيمة على المدى الطويل فإنّ النظام يجب أن يمكِّن من التحليل الاستراتيجي بتوفير أدوات مثل نماذج الشبكات المتكاملة التي تركب بيانات للاستخدام في التخطيط للمستويات العليا لمساعدة المديرين على تقييم المصانع ومراكز التوزيع والموردين وبدائل الخدمات.

المبدأ السابع: اتبع قياسات أداء فترة أو نطاق القناة لقياس الأداء للنجاح التكاملي في الوصول إلى المستخدم الأخير بكفاءة وفاعلية.
للإجابة على السؤال «كيف يسير العمل؟» فإنّ الشركات تنظر إلى الداخل وتستخدم عدد من القياسات ذات الاتجاه الوظيفي، ولكن مديرو سلاسل التوريد الناجحين يأخذون نظرة أوسع ويستخدمون قياسات تنطبق على كل حلقة من سلسلة التوريد وتشتمل على كلٍ من الخدمة والمقاييس المالية.
أولاً: إنهم يقيسون الخدمة بالنسبة للنظام بشكل كامل، النظام الذي يصل في الوقت المناسب ويكون كاملاً ومسعراً ومتواجداً بطريقة صحيحة دون أي ضرر، النظام الكامل لا يوصل سلسلة التوريد فقط كما يجب أن يكون مقياس الأداء المتقدم بل ينظر كذلك إلى الأداء من المنظور الصحيح وهو منظور العميل.
ثانيا: ً إنّ مديري سلسلة التوريد الناجحين يحددون ربحيتهم الحقيقية من الخدمة بالتعرف على التكاليف الفعلية والإيرادات الخاصة بهذه الأنشطة لخدمة حساب ما خاصة إذا كان حساباً رئيسياً، ولتسهيل قياس أداء ربط القناة فإنّ العديد من الشركات تطور بطاقات تقرير مشتركة وبطاقات التقرير هذه تساعد على جعل الشركاء يعملون نحو أهداف واحدة ببناء فهم عميق لكل شركة وتبين كيف تقوي مهاراتهم وأصولهم المتكاملة، وبطاقة التقرير تساعد الشركاء أن يخصصوا التوافقات عبر شبكة التوريد.

## مقاييس الأداء لسلسلة التوريد
أولاً: مقاييس المخزون
تبدأ معظم مقاييس المخزون بالجرد الفعلي للوحدات أو الأحجام أو الأوزان، وبشكل عام فإن مقاييس المخزون قد قدمت بثلاث طرق وهي:
```
معدل القيمة الإجمالية للمخزون
```

وتمثل قيمة كل المواد التي تحتفظ بها المنظمة في المخزون، وتمثل بالكلفة وذلك ليشمل هذا المقياس كافة أنواع المخزون من مواد أولية وشبه مصنعة وتامة الصنع. وتهتم بالمعدل لأن هذه القيمة تمثل الاستثمار في المخزون خلال فترات زمنية. ولو افترضنا أن أحد التجار يحتفظ بنوعين من المواد (أ) و(ب) وأن قيمة الوحدة الواحدة من النوع الأول متدنية بينما قيمة الثانية عالية فإن:
معدل القيمة الإجمالية للمخزن = [عدد الوحدات (أ) x قيمة الوحدة (أ)] + [عدد الوحدات (ب) x قيمة الوحدة (ب)].
حيث تشير هذه القيمة إلى المبالغ المالية المجمدة في المخزون، وتصل نسبة المخزون إلى مجموع الموجودات في المنظمات الصناعية إلى 25%بينما ترتفع هذه النسبة لدى تجار الجملة وتجار التجزئة لتصل إلى 75%.
وتستطيع الإدارة أن تحدد فيما إذا كان المخزون عالياً أم لا من خلال المقارنات التاريخية أو المقارنة مع الصناعة ذات العلاقة، أو من خلال الأحكام الإدارية.

### عدد الأسابيع (المدة) التي يغطي فيها المخزن الطلب
ويمكن الحصول على هذا العدد من خلال استخدام المعادلة التالية:
عدد الأسابيع = «معدل القيمة الاجمالية للمخزون» / «تكلفة المبيعات الأسوعية»

### دوران المخزون ويحدد بالمعادلة التالية
دوران المخزون = تكلفة المبيعات السنوية / معدل القيمة الإجمالية للمخزون

### مقاييس العمليات
هناك ثلاثة مقاييس للعمليات تتعلق بسلسلة التوريد وهي العلاقات مع العملاء، وإشباع الطلبات، والعلاقات مع الموردين. ويعمل مديرو سلسلة التوريد على السيطرة على الأداء من خلال قياس التكلفة والوقت والجودة.

## استراتيجيات سلسلة التوريد
```
1.إستراتيجية تعدد الموردين
```

- من الاستراتيجيات القديمة والتقليدية أن يقدم الموردون عروضهم استجابةً لدعوة المنظمة لتوريد مادة معينة لها وفق شروطها من حيث المواصفات والكمية. ويتم اختيار المورد من قبل المنظمة على أساس السعر الأقل، أو قد تقوم المنظمة بالمفاوضة مع الموردين المتقدمين ودفعهم للتنافس.
هذه الإستراتيجية لا تهدف ولا تهتم بعلاقة الشراكة طويلة الأمد مع الموردين.
2.إستراتيجية الموردين القلة
لا تركز هذه الإستراتيجية على العوامل ذات الأمد القصير في تأثيرها، كالأسعار المنخفضة، بل على إقامة علاقة طويلة الأمد مع عدد قليل موثوق بهم من الموردين.
ومن مزايا هذه الاستراتيجة ما يلي:
1. تمكين الموردين، نتيجة العلاقة طويلة الأمد، من فهم أهداف المنظمة المشترية ورغبات العميل النهائي لها. وتقديم ما هو الأفضل للمنظمة المشترية.
2. قد تخلق الرغبة لدى الموردين لمشاركة المنظمة المشترية في تطبيق بعض النظم مثل نظام تماماً في الموعد (J.I.T) وتقديم الابتكارات والخبرات التكنولوجية.
  - إن العنصر المهم في هذه الإستراتيجة هي «الثقة والالتزام». وعند توثيق عرى «الثقة والالتزام» بين الطرفين، من خلال الاتصالات الرسمية وغير الرسمية، قد يزيد ذلك ويقوي الشراكة بينهما. إلا أن من مخاطر هذه الإسترتيجية أن يصبح الطرفين أسيرين لبعضهما، وتبرز المخاطرة الحقيقية عند حدوث تغيرات الطلب.
3. إستراتجية شبكات التحالف:
  - تقوم المنظمة المشترية بتقديم دعم مالي للموردين من خلال القروض أو المساهمة في الملكية.
  - يصبح المورد جزاً من تحالف للشركات وللعلاقة طويلة الأمد التي يضمنها عضو التحالف، المورد.
4. استراتيجة الشركات الافتراضية:
  - تتصف الشركات الافتراضية بتنوع ما تورده لتقديم الخدمات وفقاً للطلب. وهي مرنة يمكنها تحريك حدودها المنظمية organizational boundaries بصورة تسمح لها بخلق مشروعات جديدة تلبي الطلبات المتغيرة في السوق مثل هذه الشركات التي تعمل كمورد تقوم بتقديم خدمات متنوعة مثل توفير عمال، تصميم منتجات، تقديم خدمات إستراتيجية تصنيع منتوج أو مكون أو جزء معين، تنظيم البحث والاختبارات السوقية، توزيع المنتجات، وغير ذلك. وقد تكون العلاقة مع مثل هذه الشركات قصيرة الأمد أو طويلة الأمد.

## خطوات خلق سلسلة توريد فعالة
- تطوير أهداف إستراتيجية وتكتيكية وهذه ستكون المرشد إلى العمليات.
- تكامل وتنسيق الأنشطة في القسم الداخلي من السلسلة وهذا يتطلب:

1. التغلب على الحواجز المسببة بواسطة التفكير الوظيفي التي تقود إلى محاولة لأمثليه مجموعة جزئية من النظام أكثر من النظام ككل.
2. نقل البيانات وتنسيق الأنشطة.

- تنسيق الأنشطة مع الموردين والعملاء وهذا يتضمن عنونة قضايا التوريد والطلب.
- تنسيق التخطيط والتنفيذ عبر سلسلة التوريد وهذا يتطلب نظام لتحويل البيانات عبر سلسلة التوريد والسماح للوصول إلى البيانات للذين يستخدمونها في العمليات والتي سوف تكون مفيدة.
- الأخذ بالاعتبار الإمكانات المتاحة لتشكيل شراكات إستراتيجية.